# Velký Zvon
Velký Zvon (německy Plattenberg), (862 m n. m.) je lesnatý vrch v Českém lese na Domažlicku u obce Bělá nad Radbuzou, který se nachází v blízkosti státní hranice s Bavorskem. Na jeho vrcholu je umístěno vojenské zařízení.

## Název
Vrch se v minulosti nazýval jenom Zvon. A vedlejší vrchol této hory Malý Zvon se nazýval Zvonec. Používání těchto názvů je doloženo ještě na státních mapách z roku 1983.

## Vrchol
Kdysi byl nezalesněný vrchol využíván jako vyhlídkové místo a nazýván jako Kocova vyhlídka. Skalnaté útvary severně od vrcholu jsou známé pod označením Kocovy kameny. Ve třicátých letech 20. století byla na vrcholu postavena dřevěná triangulační věž s možností návštěvy po žebřících. Koncem padesátých let 20. století vznikly plány na využití vrcholu pro vojenské účely. Byly postaveny dvě dřevěné věže, jednu využívali hláskaři, druhou od roku 1964 průzkumníci. Pro průzkumníky zde stálo vozidlo Praga V3S se soupravou sledovacího zařízení Kopáč. Dalším vozidlem byl sovětský ZIL vybavený rychle rotující anténou pro letecké pásmo. Probíhalo rovněž odlesňování vrcholu a odstřel kamenitého návrší. V letech 1969–1975 proběhla výstavba nového plnohodnotného areálu. Vlastní věž je vysoká čtyřicet metrů a má osm podlaží. Nad osmým podlažím budova pokračuje dvěma nástavbami. Kromě krátkovlnné a VKV techniky byly nasazeny sledovací zařízení Kopáč, Ramona, Tamara a Vera.
Od sedmdesátých let 20. století působili na Zvonu rovněž vojáci Sovětské armády, ubytovaní v kasárnách v Hostouni.
Po ochodu sovětských vojsk slouží zařízení armádě České republiky. Objekt je střežen kamerami a samotná věž je zabezpečena jak kamerovým, tak dalším elektronickým systémem. Volný je přístup po cestě až k bráně areálu. Do roku 2010 se zde konaly dny otevřených dveří. Naposledy byl vrchol veřejnosti přístupný 8. května 2010.
V souladu se standardy NATO a požadavky Národního bezpečnostního úřadu došlo ke zpřísnění podmínek pro vstup a pohyb osob v objektu a areál není veřejnosti přístupný.

## Přírodní rezervace
Na východním svahu se pod vrcholem rozprostírá přírodní rezervace Pleš.